# TT254
TT254 (Theban Tomb 254) è la sigla che identifica una delle Tombe dei Nobili ubicate nell'area della cosiddetta Necropoli Tebana, sulla sponda occidentale del Nilo dinanzi alla città di Luxor, in Egitto. Destinata a sepolture di nobili e funzionari connessi alle case regnanti, specie del Nuovo Regno, l'area venne sfruttata, come necropoli, fin dall'Antico Regno e, successivamente, sino al periodo Saitico (con la XXVI dinastia) e Tolemaico.

## Titolare
TT254 era la tomba di:
| Titolare        | Titolo                                                                                        | Necropoli | Dinastia/Periodo                      | Note |
| --------------- | --------------------------------------------------------------------------------------------- | --------- | ------------------------------------- | ---- |
| Mose (Amenmose) | Scriba del tesoro; custode dei possedimenti della tenuta della regina Tye nel dominio di Amon | El-Khokha | tarda XVIII dinastia (Amenhotep III); |      |

## Biografia
Unica notizia biografica ricavabile dalla TT253 è il nome della moglie: Tamert.

## La tomba
Alla TT254 si accede da un cortile in cui si aprono gli accessi anche alle tombe TT253, di Khnummose, e TT294, di Amenhotep (usurpata da Roma). Un breve corridoio, nell'angolo sud-ovest del cortile, immette in una sala trasversale. Sulle pareti: su quattro registri sovrapposti (1 azzurro in planimetria) il defunto e la moglie in piedi ed il defunto e la moglie seduti; dinanzi a loro un prete che reca offerte e tre uomini che offrono libagioni, scene di mietitura del grano e di carico di asini per il trasporto; poco oltre (2), su tre registri, scene di banchetto con offertorio a tre cobra e ospiti con accompagnatori, scene di processione funebre con prefiche e uomini che recano cibo e modelli di barche. Seguono (3) scene del defunto e della famiglia dinanzi ad Osiride e alla Dea dell'Occidente (Mertseger; poco oltre (7) una stele con il defunto dinanzi a Osiride e Maat, e testi di offertorio. Sulla stessa parete (6) su due registri, il defunto e due donne dinanzi ai quali un uomo reca offerte; due file di musiciste (arpiste, suonatrici di lira, liutiste e flautiste) accompagnano danzatori mentre il defunto riceve mazzi di fiori dalla moglie in un'abitazione. Sul lato corto a nord (5), una stele con il defunto che adora Osiride, Anubi e la Dea dell'Occidente, in alto; ai lati, su tre registri, genti che offrono libagioni a una coppia (il defunto e la moglie?), un prete che offre offerte e prefiche. Poco oltre (4), su due registri, un uomo dinanzi a un granaio intento a pesare il grano mentre tre uomini offrono libagioni a Osiride e a una divinità femminile; un magazzino con uomini che pesano e spostano carichi in ceste, mentre altri bruciano incensi dinanzi al defunto e alla moglie.

### Annotazioni
1. ↑  La numerazione dei locali e delle pareti segue quella di Porter e Moss 1927, p. 334.
2. ↑  La prima numerazione delle tombe, dalla numero 1 alla 252, risale al 1913 con l'edizione del "Topographical Catalogue of the Private Tombs of Thebes" di Alan Gardiner e Arthur Weigall. Le tombe erano numerate in ordine di scoperta e non geografico; ugualmente in ordine cronologico di scoperta sono le tombe dalla 253 in poi.
3. ↑  I campi della Duat, ovvero l'aldilà egizio, si trovavano, secondo le credenze, proprio sulla riva occidentale del grande fiume.
4. ↑  Nella sua epoca di utilizzo, l'area era nota come "Quella di fronte al suo Signore" (con riferimento alla riva orientale, dove si trovavano le strutture dei Palazzi di residenza dei re e i templi dei principali dei) o, più semplicemente, "Occidente di Tebe".
5. ↑  le Tombe dei Nobili, benché raggruppate in un'unica area, sono di fatto distribuite su più necropoli distinte.
6. ↑  Le note di Gardiner e Weigall, tratte dal "Topographical Catalogue", ed. 1913, terminano con la tomba TT252
7. ↑  Le tre tombe sono riportate in unica planimetria e differenziate per colore; la TT254 è in azzurro.

### Fonti
1. ↑  Gardiner e Weigall 1913.
2. ↑  Donadoni 1999,  p. 115.
3. 1 2 3  Porter e Moss 1927,  p. 337.
4. ↑  Porter e Moss 1927,  pp. 337-338.